# The Blues Alone
The Blues Alone è un album di John Mayall, pubblicato dalla Ace of Clubs Records nel novembre del 1967. Il disco fu registrato il 1º maggio del 1967 al Decca Studios di West Hampstead, Londra (Inghilterra).

## Tracce
Tutti i brani composti da John Mayall
Lato A
1. Brand New Start – 3:22
2. Please Don't Tell – 2:30
3. Down the Line – 3:43
4. Sonny Boy Blow – 3:49
5. Marsha's Mood – 3:13
6. No More Tears – 3:11

Lato B
1. Catch That Train – 2:17
2. Cancelling Out – 4:19
3. Harp Man – 2:42
4. Brown Sugar – 3:44
5. Broken Wings – 4:16
6. Don't Kick Me – 3:11

Edizione CD del 2006, pubblicato dalla Decca Records
Tutti i brani composti da John Mayall
1. Brand New Start – 3:22
2. Please Don't Tell – 2:30
3. Down the Line – 3:43
4. Sonny Boy Blow – 3:49
5. Marsha's Mood – 3:13
6. No More Tears – 3:11
7. Catch That Train – 2:17
8. Cancelling Out – 4:19
9. Harp Man – 2:42
10. Brown Sugar – 3:44
11. Broken Wings – 4:16
12. Don't Kick Me – 3:11
13. Brand New Start (First Version) – 3:00 – Bonus Track
14. Marsha's Mood (First Version) – 3:16 – Bonus Track[2]

## Musicisti
Brand New Start
- John Mayall - armonica, chitarra, pianoforte, batteria

Please Don't Tell
- John Mayall - voce, armonica, chitarra, basso
- Keef Hartley - batteria

Down the Line
- John Mayall - voce, pianoforte, chitarra a nove corde

Sonny Boy Blow
- John Mayall - voce, armonica, pianoforte jangle
- Keef Hartley - batteria

Marsha's Mood
- John Mayall - pianoforte, batteria

No More Tears
- John Mayall - voce, chitarra a nove corde, chitarra a sei corde, basso
- Keef Hartley - batteria

Catch That Train
- John Mayall - armonica (con treno)

Cancelling Out
- John Mayall - voce, pianoforte, organo
- Keef Hartley - batteria

Harp Man
- John Mayall - armonica, celesta, basso
- Keef Hartley - batteria

Brown Sugar
- John Mayall - voce, pianoforte, chitarra, organo
- Keef Hartley - batteria

Broken Wings
- John Mayall - voce, organo
- Keef Hartley - batteria

Don't Kick Me
- John Mayall - voce, organo, pianoforte, chitarra, basso
- Keef Hartley - batteria[3]